# Nghề nghiệp
Nghề nghiệp là công việc mà một người làm để kiếm sống hoặc đóng góp vào xã hội thông qua việc áp dụng và phát triển các kỹ năng, kiến thức của mình. Nghề nghiệp có thể tổng quát để mô tả một lĩnh vực công việc, ví dụ: bác sĩ, giáo viên, kỹ sư, luật sư,...  hoặc nghề nghiệp có thể là một vị trí công việc cụ thể trong một lĩnh vực như: nhân viên bán hàng, kỹ thuật viên, quản lý,...

## Lịch sử hình thành
Thời Trung Cổ chỉ công nhận ba ngành nghề: thần học, y học, pháp luật và chúng được gọi là 3 ngành nghề học.
Ở Mỹ, vào khoảng từ cuối thế kỉ XVII đến đầu thế kỷ XVIII, do ảnh hưởng của các danh nhân như George Washington, Thomas Jefferson, Abraham Lincoln,.... một số ngành dần chính thức được tuyên bố là một chuyên ngành chính thức như dược, khoa học tính toán bảo hiểm, luật, nha khoa, kỹ thuật xây dựng dân dụng, hậu cần, kiến trúc, kế toán,....
Với sự nổi lên của công nghệ và chuyên môn nghề nghiệp như trên, một số nghề nghiệp khác được tiếp tục công bố chuyên ngành của mình như kỹ thuật cơ khí, thú y, tâm lý học, điều dưỡng, giảng dạy, khoa học thư viện, đo thị lực, công tác xã hội,...
Nghề nghiệp gia tăng nhiều chuyên ngành kéo theo vị thế tương đối cao và có uy tín đối với công chúng, song không phải tất cả các chuyên gia đều có mức lương cao và ngay cả trong những nghề cụ thể vẫn tồn tại nhiều bất bình đẳng về đền bù. Đơn cử như về mặt pháp luật, luật sư bào chữa / bảo hiểm làm việc trên cơ sở có thể đòi nợ có thể kiếm được nhiều lần số tiền mà công tố viên hoặc công vệ viên kiếm được.
Một nghề xuất hiện khi bất kỳ thương mại hoặc nghề nghiệp nào tự biến đổi thông qua việc "phát triển các trình độ chính thức dựa trên giáo dục, tập sự và kiểm tra, sự nổi lên của các cơ quan quản lý có thẩm quyền để thừa nhận và kỷ luật các thành viên, và một số quyền độc quyền".
Kể từ khi được kỹ sư Frank Parsons chính thức gọi tên vào năm 1908, việc sử dụng thuật ngữ "nghề nghiệp" đã phát triển, với sự nhấn mạnh đến sự phát triển của cá nhân về tài năng và khả năng trong việc lựa chọn và hưởng thụ sự nghiệp. Sự mở rộng ngữ nghĩa này có nghĩa là một số suy giảm về tham khảo ý nghĩa tôn giáo của thuật ngữ trong việc sử dụng hàng ngày.